# Jochanan Volach
Jochanan Volach (hebrejsky יוחנן וולך‎, * 14. květen 1945) je bývalý izraelský fotbalista. V letech 1968–1971 hrál v reprezentačním týmu. V roce 1970 se zúčastnil mistrovství světa, kde však po dvou remízách a jedné prohře izraelská reprezentace nepostoupila ze skupiny.
Pocházel z rodiny Jecke (židovských utečenců z Německa). Vojenskou službu absolvoval u jednotek Nachal a v roce 1965 vyhrál armádní mistrovství. S klubem Hapoel Haifa FC získal izraelský fotbalový pohár v letech 1966 a 1974 a v roce 1975 se stal vicemistrem ligy. Hrával především v obraně a měl přezdívku Tank, v hlasování fanoušků byl zvolen nejlepším hráčem v historii Hapoelu.
Vystudoval management na Hebrejské univerzitě v Jeruzalémě. Po ukončení kariéry pracoval v rejdařské firmě ZIM a byl prezidentem klubu Makabi Haifa.
Byl jmenován čestným občanem Haify a členem Síně slávy izraelského fotbalu.